# 我的祖国 (电影插曲)
《我的祖国》是1956年出品的中国战争电影《上甘岭》的插曲，是中国女高音歌唱家郭兰英代表作之一。
歌曲以朝鲜战争中志愿军战士对祖国、对家乡的无限热爱之情為主題。在描写朝鲜战争的影片《上甘嶺》上映后，其插曲《我的祖国》被广为传唱、流传甚广。並獲得樂評家正面的評價，认为其激发了人们的爱国主义热情和对祖国的强烈认同感，深刻反映了1950年代“抗美援朝，保家卫国”的时代主题。
该歌曲在中国大陆有着极高的传唱度，历久不衰，并曾被李谷一、彭丽媛、张也、宋祖英等歌唱家多次翻唱和演绎。钢琴家郎朗评价此歌为“中國人心目中‘最美的歌’之一”。

## 背景
自1840年鸦片战争以来，中国在与西方列强的战争中屡次陷入惨败或极其被动的局面。
朝鲜战争是中华人民共和国建国以来的第一场对外战争。中国人民志愿军在秘密参战后长驱直入，在第一次战役、第二次战役、第三次战役中连续击败联合国军，将战线推回三八线，并于1951年1月4日一举攻入韩国首都汉城，是中国军队近代以来首次武装占领他国首都。
中华人民共和国在建国以来的首次大规模局部战争中就达成了与以美国为首的联合国军战平的成就，使得中华人民共和国获得巨大的国际声望，极大振奋了中国在面对外敌时的自信力。英国的大卫·斯科特教授在其著作《中国站起来了：中国与国际体系》中援引众多发表于1950年代的评价。其中提到，英國下議院議員肯尼斯·杨格称，“几乎没有疑问的是，朝鲜战争提升了共产中国在整个东南亚的声望”；美國托派伊羅生总结道，朝鲜战争使人“震惊”，“帶來中国作为战士與敵人的新形象”。理查德·L·沃克称，“朝鲜战争的重要结果之一，是红色中国作为一个军事强国的声望就此建立起来”。

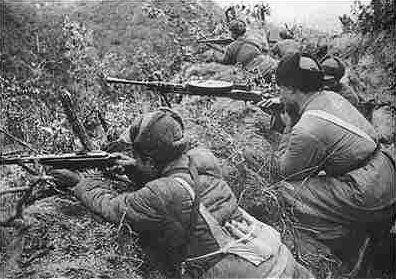
在上甘岭防守的中国人民志愿军士兵。

1953年9月12日，中国人民志愿军司令员彭德怀在作《关于中国人民志愿军抗美援朝工作的报告》时说，
|  | 它雄辩地证明：西方侵略者几百年来只要在东方一个海岸上架起几尊大炮就可霸占一个国家的时代一去不复返了，今天的任何帝国主义的侵略都是可以依靠人民的力量击败的。它也雄辩地证明，一个觉醒了的、敢于为祖国光荣、独立和安全而奋起战斗的民族是不可战胜的。 |

该首歌曲的爱国主义意境即由此展开。电影《上甘岭》所描绘的上甘岭战役是朝鲜战争相持阶段的重要战役，中国军队在此凭借其完备的防御工事，在装备劣势下直面联合国军的正面进攻，成功守卫了上甘岭地区，以“不屈不挠的斗争”扭转了白马山之战的败局，并且迫使联合国军停止进攻。上甘岭战役是1952年朝鲜前线最大最血腥的对抗，岭上泥土在双方的轮番炮击中平均被炸翻出至少3米，中方宣称歼灭了联军部队25,498人，而联军宣称歼灭志愿军部队19,000人。

## 構成

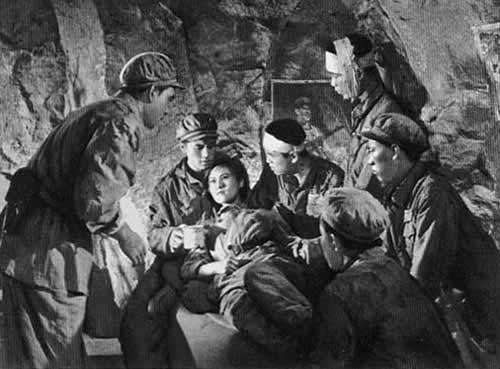
电影《上甘岭》剧照。

电影导演沙蒙在邀请乔羽作词时就对他说：“你想怎么写就怎么写，我只希望将来这部片子没有人看了，这首歌还有人唱。”乔羽在作词时想走一个不同于以往的写作路子，可又想不出来。之后，乔羽想起他在江西看到长江时的场景，才把歌词写了出来。沙蒙拿着稿子看了半个小时后，询问第一句为何不用“万里长江”或“长江万里”，乔羽认为这样写可能会让那些不在长江边上的人从心理上产生距离，失去亲切感。他后来回忆说，“因为每个人记忆里，家乡都有一条大河，而这条河，就代表着祖国。”最终沙蒙认可了乔羽的想法。歌词的开头部分如下，由女声独唱，

一条大河波浪宽，风吹稻花香两岸。

我家就在岸上住，听惯了艄公的号子，看惯了船上的白帆。
歌词开头的这几句没有政治口號，而是以风景描写开头，使得歌曲一开始就颇具亲切感。而歌词的第二段则直接点题，并以合唱加以烘托，使得歌曲进入高潮，是词作者的高明之处。歌词的第二段开头如下，以合唱形式，

这是美丽的祖国，是我生长的地方。

在这片辽阔的土地上，到处都有明媚的风光。
第三段描写人物写道“姑娘好像花兒一样，小伙兒心胸多寬廣”后又写明小姑娘和小伙子在建设国家，以及以抒情形式唱出“这是英雄的祖国，是我生长的地方”，强烈反映了战士对家乡的思念，与电影画面的意境相配合。第四段则有全篇最关键的一句，这里体现了中国“不惹事也不怕事”的外交风格，并以女声独唱形式演绎，

朋友來了有好酒。若是那豺狼來了，迎接它的有獵槍。
最后一段则描述硝烟散尽后，“在這片溫暖的土地上，到處都有和平的陽光”。全曲为F大调，4/4拍，前奏和过门用的是合唱部分后两句的曲调。歌词有三段，每段又分为独唱部分与合唱部分两小段。歌曲独唱部分抒情委婉，一唱三叹，有中国北方民歌风格。合唱部分则气势磅礴，将独唱部分的内容进一步发挥升华。

## 歌词
| 第一段： 一条大河波浪宽 风吹稻花香两岸 我家就在岸上住 听惯了艄公的号子 看惯了船上的白帆 这是美丽的祖国 是我生长的地方 在这片辽阔的土地上 到处都有明媚的风光 | 第二段： 姑娘好像花一样 小伙心胸多宽广 为了开辟新天地 唤醒了沉睡的高山 让那河流改变了模样 这是英雄的祖国 是我生长的地方 在这片古老的土地上 到处都有青春的力量 | 第三段： 好山好水好地方 条条大路都宽畅 朋友来了有好酒 若是那豺狼来了 迎接它的有猎枪 这是强大的祖国 是我生长的地方 在这片温暖的土地上 到处都有和平的阳光 |

## 演绎
《我的祖国》有很多录音版本，不过仍以原唱者女高音郭兰英的版本最为经典。1995年，中国唱片广州公司出版的《一条大河：乔羽歌词作品专辑》中收录了这首歌在1959年录音的原版。郭兰英也在多张精选集中收录了这首歌。
此外，女高音李谷一、彭丽媛、张也、宋祖英等也曾录音演唱《我的祖国》。香港艺人汪明荃也曾多次演绎该首歌曲，并称其为自己从小就最爱的歌曲。
1983年播出的新加坡电视剧《新兵小传》第3集从4分47秒起到7分50秒为止的配乐为《我的祖国》旋律。同时，1993年華視電視劇《包青天》第8集（《真假状元》单元第2集）中，包拯命王朝、馬漢将周勤带走安置時，劇中響起的配樂改編自《我的祖国》。1994年華視電視劇《七侠五義》第50集（《怒犯天条》单元第5集）中，盧方向太后陳述時，劇中也曾響起同樣的配樂。
2007年，中國第一顆探月衛星嫦娥一號中，特別選用這首歌曲搭載。
2008年，刀郎翻唱并把这首歌曲编曲成新风格，收录在《红色经典》专辑里。
2012年7月，BBC威尔士国家管弦乐团首次来到中国演出，表演了《我的祖國》。
2019年9月16日，周深在湖南卫视《时光的旋律》第二季《为祖国歌唱》第一期节目中，和十几位志愿军共同演绎了《我的祖国》，本期节目被收藏在中国国家图书馆。
2020年，在电影《我和我的家乡》中，《我的祖国》成为了电影的片尾曲和推广曲，推广曲由王源等剧中演员演唱。同时，片头也响起同样的配乐。同年播出的电视剧《跨过鸭绿江》亦以《我的祖国》作为片尾曲。

## 相關事件
2011年1月19日，中國國家主席胡錦濤到美國進行国事访问，美国总统奥巴马在欢迎胡锦涛的白宫国宴上邀請鋼琴家郎朗演奏《我的祖國》，被外界認為以抗美援朝電影的歌曲藉機表達反美；而部分美國媒體與人士则表示非議，认为在隆重舉辦的國宴中，這首歌曲羞辱了奥巴马與美國人。之后郎朗在部落格放上在白宮演出的照片，並寫：「而後，我又獨自演奏了我們中國人心目中『最美的歌』之一的《我的祖國》。能夠在眾多外賓、尤其是在來自『五湖四海』的元首們面前演奏這首讚美中國的樂曲，彷彿是在向他們訴說我們中國的強大、我們中國人的團結，我感到深深的榮幸和自豪。和大家分享在白宮的一天。」郎朗表示，選擇該曲僅因為其旋律優美，希望不要有政治聯想。
2016年10月7日，台湾作家龙应台在香港媒体与香港大学推出的《一首歌，一个时代》讲座上发表演讲。当龙应台询问听众启蒙歌曲是哪一首时，香港浸會大學副校长周偉立表示自己的启蒙歌曲是《我的祖国》，龙应台问：“真的？《我的祖国》怎么唱？头一句是什么？”随后全场合唱此歌。此事中國大陸網絡上激起爭議和討論。12月18日，龙应台发表文章《大河就是大河》，回应此事称“有时候，真的，大河就是大河，稻花就是稻花罢了。”《解放軍報》刊文《大河不只是大河》反驳龙应台，称“這條大河，記載著一場保家衛國的戰爭，蘊藏著一個民族的文化記憶”。
2020年9月26日，中國中央電視台公佈十一國慶晚會演出陣容，其中台湾艺人歐陽娜娜與香港藝人任達華及惠英紅、澳門藝人麥嘉欣及杜江、童瑤等大陸藝人共同合唱中華人民共和國愛國歌曲《我的祖國》。在央視官方微博釋出的預告片中，歐陽娜娜表示，「大家一起合唱，又是一種特別澎湃的方式，覺得期待又激動，同時也挺興奮」。消息公佈後，中華民國大陸委員會表示，中共當局安排台灣人士參與十一慶典，目的是宣傳一國兩制台灣方案，向台灣施壓，呼籲「不應參加相關活動，淪為中共對台統戰樣板工具」。中華民國文化部指出，陸委會將根據《兩岸人民關係條例》的有關規定判定相關行為是否違反，當中若有涉及文化部主管事項，將配合陸委會依法核處，若經核實將被處以新台幣10萬元以上50萬元以下罰鍰，並得按次連續處罰。中華人民共和國国务院台湾事务办公室發言人馬曉光回應指，台灣藝人赴大陸參加兩岸影視交流活動，與大陸歌手同台演出是觀眾們喜歡、國台辦積極支持的行為，批評民進黨當局動輒威脅恐嚇與大陸交往的台灣民眾，只能說是「欲加之罪，何患無辭」。